# El Viejón Nuevo
El Viejón Nuevo är en ort i Mexiko.   Den ligger i kommunen Actopan och delstaten Veracruz, i den sydöstra delen av landet, 290 km öster om huvudstaden Mexico City. El Viejón Nuevo ligger 12 meter över havet och antalet invånare är 610.
Terrängen runt El Viejón Nuevo är lite kuperad. Havet är nära El Viejón Nuevo österut.  Närmaste större samhälle är Tinajitas, 8,5 km söder om El Viejón Nuevo. 